# Robert Janás
Robert Janás (* 30. dubna 1973 Brno) je český a moravský historik umění, teoretik, básník a fotograf.

## Život a dílo
Narodil se v Brně do rodiny Františka Janáse (narozen 1946), dlouholetého vydavatele bibliofilských tisků (Edice 33). 
V letech 1991–1998 vystudoval Filozofickou fakultu Masarykovy univerzity v Brně, obor dějiny umění, historie a pomocné vědy historické. Následně zde pokračoval v doktorském studiu, titul Ph.D. v oboru teorie a dějiny umění obhájil v roce 2002. Při doktorském studiu také přednášel (1999–2002).
V letech 2003–2015 působil v diplomatických službách na Ministerstvu zahraničních věcí ČR – na českém velvyslanectví v Londýně a od roku 2010 jako zástupce ředitele tiskového odboru.
Ve školním roce 2005/2006 měl zároveň přednášky na Filozofické fakultě Univerzity Karlovy, Ústavu pro dějiny umění. V letech 2015–2019 přednášel externě na Filozofické fakultě Masarykovy univerzity v Semináři dějin umění.  
Od roku 2016 pracuje jako vedoucí oddělení dějin umění Muzea města Brna na Špilberku a kurátor sbírky umění 16.–19. století. Zabývá se zejména malířstvím 19. století a současným výtvarným uměním, zejména malbou.
Kromě mnoha kunsthistorických článků a monografií (např. Stuckism international, Victoria Press London, 2009) též publikoval básnické sbírky Modrá mlha, Smaragdové lampy, Černé onyxy noci a sbírku povídek Ulice měsíčního svitu.
Je zakládajícím členem umělecké skupiny Prague Stuckists. Na jejích kolektivních výstavách, které organizuje od roku 2007 jako kurátor, se prezentuje barevnými nočními fotografiemi malebných městských prostranství.
Jeho manželkou je rozhlasová reportérka Sabina Vrbková, s níž má dvě dcery.